# Botifler

Botifler. La flor de lliri (beauté fleur) és el símbol de la Casa de Borbó

Botifler és el malnom amb què a la Corona d'Aragó es va titllar els partidaris de Felip V durant la Guerra de Successió Espanyola i que s'oposava al d'«Imperials», «Aguilots», «Maulets» o «Vigatans», els malnoms que van rebre els partidaris de Carles III. Des d'aleshores i fins a l'actualitat el malnom «botifler» encara s'empra a Catalunya per referir-se als «catalans traïdors», tots aquells que col·laboren amb els enemics de Catalunya.

## Origen del terme
Segons una teoria popular, l'etimologia del malnom botifler prové d'una mala pronúncia de l'expressió francesa «beauté fleur» —bella flor— en referència a la flor del lliri —flor de lis—, daurada sobre fons blau que compon l'escut d'armes de la Casa de Borbó.
Joaquim Albareda, catedràtic de la UPF, i Josep Maria Solé i Sabaté, catedràtic de la UB, fan referència al diccionari etimològic de Joan Coromines, que apunta que l’insult prové de botiró, paraula feta servir a la revolta pagesa dels Barretines (1687-1689) –contra els abusos de les tropes de Carles II– per menysprear la gent rica associada a la monarquia. Perquè botiró ve de botir (inflar), associat a la gent grassa, els rics. Tot i que l'arrel és la mateixa, Coromines explica que botifler era un terme que formava part del lèxic comú de la llengua, derivat d'una reducció fonètica (traient la ena) de botinflat, amb el significat de galtut, galtaplè. Des del mateix principi de la Guerra de Successió, el mot designaria els simpatitzants de la causa borbònica. Així mateix, el Diccionari català-valencià-balear, d'Antoni Maria Alcover i Francesc de Borja Moll, també esmenta l'etimologia del mot com a provinent de botinflat. Cal afegir-hi que el fet de ser galtaplè era signe de riquesa en aquella època, car els rics eren els únics que podien menjar per la gana que tenien i més; i sovint s'atribuïa la riquesa a la connivència amb l'enemic borbònic.
El primer esment històric del malnom es troba en les Narraciones Históricas de l'austracista Francesc de Castellví, el qual va constatar que ja el 1703 a Barcelona es titllava obertament als seguidors de la Casa de Borbó amb aquesta denominació. Per la seva part, Castellví defensava que l'etimologia de botifler derivava del cognom del mariscal Louis François de Boufflers.

## Ús durant la Guerra de Successió Espanyola
El terme era emprat com a forma de retret o menyspreu per indicar traïció als interessos de Catalunya, que majoritàriament donava suport a l’Arxiduc Carles. Ser "botifler" volia dir ser aliat del poder absolutista centralitzador borbònic i contrari a les llibertats tradicionals catalanes (les Constitucions Catalanes). L’ús del mot servia també per diferenciar clarament els bàndols i generar cohesió dins del sector austriacista. Apareix en pamflets, discursos populars, versos satírics i altres formes de comunicació col·lectiva. Qualsevol ciutadà que donés suport o col·laborés amb els borbònics (nobles, militars, eclesiàstics, burgesos, etc.) podia ser titllat de botifler. Així, el mot va adquirir una càrrega de rebuig públic que podia derivar en represàlies o ostracisme.

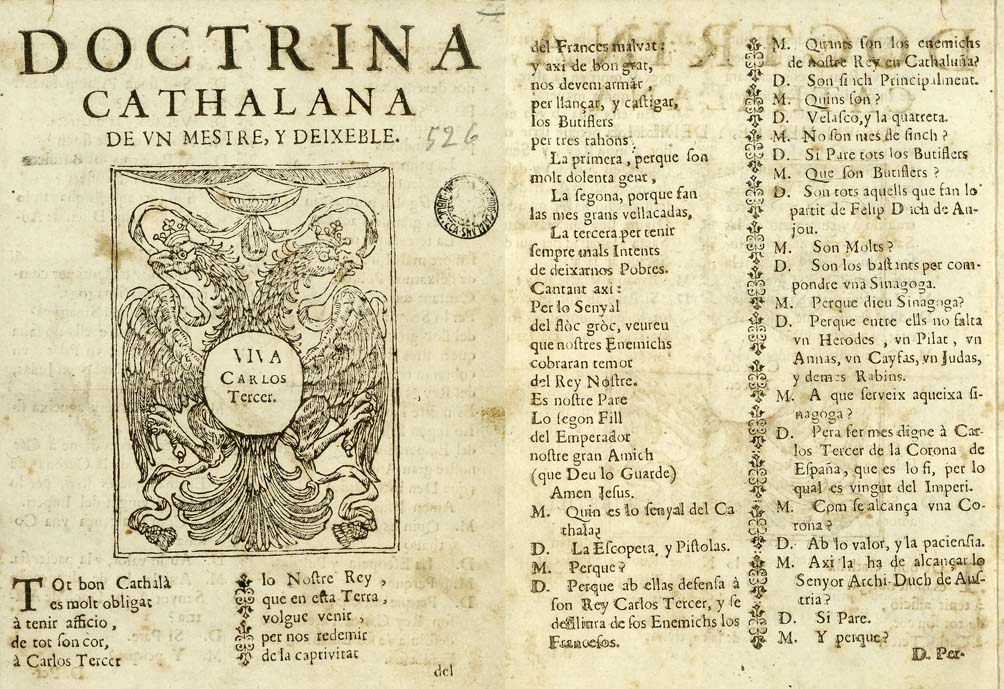
Propaganda austriacista de 1705. L'opuscle «Doctrina catalana d'un mestre i deixeble» atacava al virrei borbònic Francisco de Velasco i la seva «quarteta» de jutges botiflers apel·lant al que el senyal del bon català eren «l'escopeta i les pistoles» per lluitar per l'arxiduc Carles d'Àustria.

Francesc de Castellví i Obando, en les seves Narraciones Históricas, escriu: "El mot botifler fou emprat per designar els partidaris de Felip V, especialment després de les batalles de Nimega (1702) i Eckeren (1703), on el mariscal Louis François de Boufflers va tenir un paper destacat. El nom 'botifler' seria una paròdia del seu cognom."
En el diari personal del reusenc Ramón Fina, després de la caiguda de Barcelona el 1714, s'hi pot llegir: "Ara serem esclaus per sempre sota el patrocini de Felip V, governats per botiflers negres de cor, traïdors a sa pàtria i sanch."
El notari Aleix Claramunt (contrari a resistir a Felip V) explica en la seva Crònica del Setge de Barcelona (1713-1714) com era titllat de "botifler traïdor".